# Condrólise
Condrólise é a destruição da cartilagem  que se caracteriza por um amolecimento seguido de degeneração. Tal alteração pode ser resultado de um evento chamado epifisiólise, que é um deslocamento ântero-superior da cabeça femoral, sendo muito comum em crianças e adolescentes devido ao não fechamento da fise.
Este deslocamento altera a congruência e biomecânica do quadril, podendo levar a ocorrências de alterações degenerativas articulares, diretamente relacionadas ao grau de escorregamento.